# Gaétan Boucher
Gaétan Boucher, född 10 maj 1958 i Charlesbourg, Québec, är en kanadensisk skridskoåkare. Han blev olympisk mästare på 1000 m och 1500 m 1984, tog OS-silver på 1000 m 1980 och OS-brons på 500 m 1984. Han blev också världsmästare i sprint 1984 samt har totalt 4 VM-silver. Boucher satte 1981 världsrekord på 1000 m med tiden 1.13,39 och i sprint sammanlagt. Han tilldelades Oscarstatuetten 1984.